# Nitruro di titanio
Il nitruro di titanio, TiN, è un composto binario tra titanio e azoto. È un materiale ceramico estremamente duro, spesso usato per ricoprire leghe di titanio, acciaio, carburi e componenti di alluminio per migliorare le proprietà superficiali dell'oggetto.
Applicato in strato sottile, TiN è usato per indurire e proteggere superfici di taglio e di scorrimento, per scopi decorativi, e come finitura superficiale non tossica in protesi mediche.

## Caratteristiche
Tipicamente il nitruro di titanio ha una stechiometria vicina a 1:1 e una struttura cristallina tipo NaCl. Sono però noti e stabili termodinamicamente anche composti TiNx con x compreso tra 0,6 e 1,2. Il TiN si ossida all'aria a 600 °C.
I rivestimenti di TiN hanno un colore simile all'oro. A seconda del substrato e della finitura superficiale, il TiN ha un coefficiente di attrito compreso tra 0,4 e 0,6 rispetto a sé stesso (senza lubrificanti). La durezza dei rivestimenti di TiN è difficile da misurare, dato che i rivestimenti sono molto duri e quando sono molto sottili il test di durezza finisce col penetrare il substrato. Si stima che la durezza di TiN sia ~85 nella scala C di Rockwell (~2500 nella scala Vickers o 24,5 GPa). Per valori così elevati la scala di Rockwell è considerata approssimata. Per misurare la durezza di TiN sono state sviluppate tecniche particolari.

## Usi

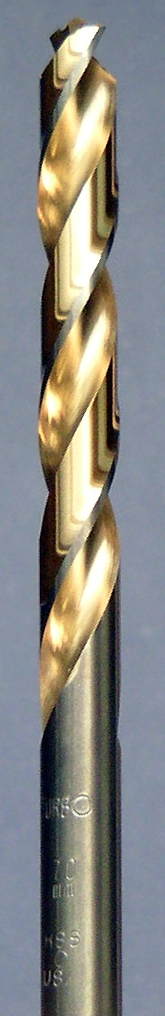
Punta da trapano ricoperta di TiN

Rivestimenti di TiN sono applicati molto comunemente su utensili come punte da trapano e frese, per migliorare la durata dell'affilatura e la resistenza alla corrosione.
Dato il suo colore oro metallico, rivestimenti di TiN sono usati a scopo decorativo in bigiotteria e in finiture di automobili. TiN è usato anche come strato più esterno di finitura in oggetti placcati di nichel o cromo, come la rubinetteria domestica o la ferramenta per porte. TiN non è tossico ed è stato utilizzato in strumentazione medica come lame di bisturi e seghe per uso ortopedico, dove sono importanti l'affilatura e la sua durata. Altri usi di TiN riguardano l'implantologia, o applicazioni nel campo aerospaziale e militare.
Rivestimenti di TiN sono stati usati in impianti di protesi, specie nella protesi dell'anca. Questi rivestimenti sono applicati o per crescita reattiva (ad esempio, per ricottura del pezzo di titanio in atmosfera di azoto) o per deposizione fisica da vapore, con uno spessore di circa 3 micrometri. Rivestimenti più spessi sono meno resistenti all'uso perché tendono a staccarsi.
Rivestimenti di TiN sono usati anche nelle forcelle di biciclette e motociclette per proteggere le superfici di scorrimento, nonché in alberi di modellini di auto.
Un utilizzo meno visibile di film sottili di TiN è nell'industria dei semiconduttori. In circuiti integrati che usano il rame per i collegamenti interni, questi film sono usati come barriera per separare il dispositivo di silicio e i conduttori metallici interni. Il film impedisce la diffusione del metallo nel silicio, ma ha una conducibilità sufficiente (30–70 μΩ·cm) da permettere un buon contatto elettrico. In questo contesto, il TiN è classificato come metallo barriera, anche se è ovviamente un materiale ceramico dal punto di vista del comportamento chimico o meccanico.

## Fabbricazione
I metodi più comuni per preparare film sottili di TiN sono la deposizione fisica da vapore (PVD) e la deposizione chimica da vapore (CVD). In entrambi i metodi si fa sublimare titanio puro sotto vuoto ad alta temperatura, e quindi lo si fa reagire con l'azoto. La tecnica PVD è preferibile per pezzi in acciaio perché la temperatura di deposizione è al di sotto della temperatura di austenizzazione dell'acciaio. Ricoperture di TiN con la tecnica PVD si usano anche per vari materiali con punto di fusione relativamente elevato come l'acciaio inossidabile, il titanio e le sue leghe.
Materiali ceramici possono essere fabbricati col metodo della sinterizzazione, compattando polveri di titanio metallico nella forma desiderata, sotto pressione, per poi farlo bruciare in atmosfera di azoto. Il calore sviluppato dalla reazione chimica tra metallo e gas è sufficiente a sinterizzare il prodotto nitruro formando un oggetto solido e duro.

## Composti analoghi

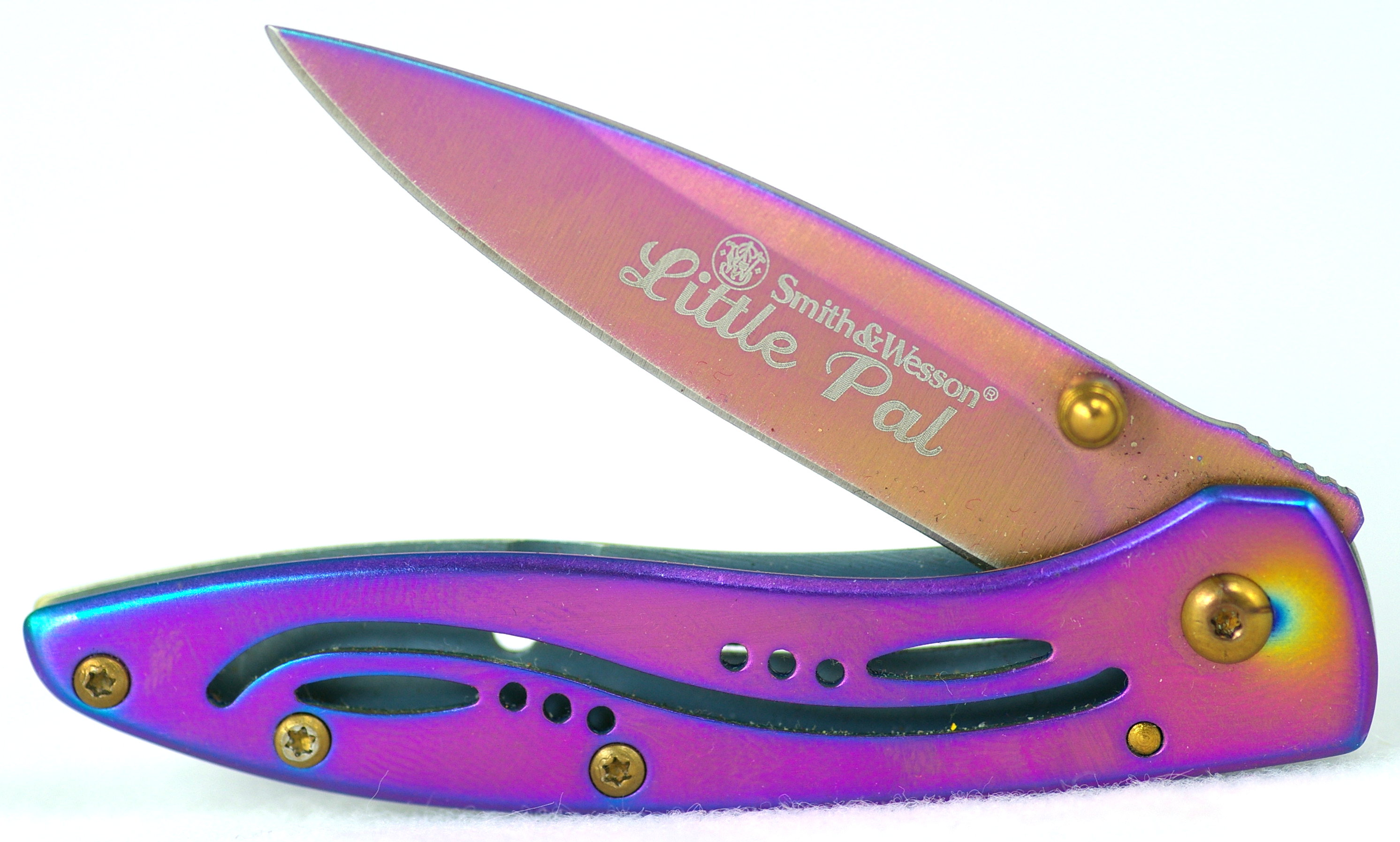
Un coltello rivestito di nitrossido di titanio.

Esistono molti composti analoghi a TiN di importanza commerciale, sviluppati nella scorsa decade, come il carbonitruro di titanio (TiCN), il nitruro di titanio e alluminio (TiAlN), e il nitrossido di titanio (TiNO), che possono essere usati da soli o in strati alternati con TiN. Questi rivestimenti hanno proprietà simili o superiori a TiN per quanto riguarda durezza e resistenza alla corrosione, e mostrano colori che vanno dal grigio chiaro al nero, o a un colore blu-porpora iridescente a seconda dello specifico metodo di applicazione. Questi rivestimenti stanno diventando comuni in oggetti vari, in particolare coltelli e pistole, per motivi sia decorativi che funzionali.